# 34丁目の奇跡〜Here's Love〜
34丁目の奇跡〜Here's Love〜（34ちょうめのきせき ヒアーズ ラブ）は、メレディス・ウィルソン脚本、作詞、作曲によるミュージカル。原語での題名は Here's Love。
アメリカ映画『三十四丁目の奇蹟』を原作とする、サンタクロースの存在を疑う少女の物語である。この少女の母親は、夫とは離婚した、人への不信感の強い女性で、メイシーズ・デパートでスペシャル・イベントのディレクターを務めている。メイシーズの感謝祭パレードで陽気な聖ニコラス役に雇われたのは、偶然にも本物のクリス・クリングルだった。クリス・クリングルは少女とその母親に、自分が本物だと認めさせることになる。

## 上演
ブロードウェイにおいて、スチュアート・オストロウ演出、マイケル・キッド振付により、2回のプレビュー公演後、シューバート・シアターにて1963年10月3日より1964年7月25日まで、本公演334回が上演された。主なキャストには、ローレンス・ネイスミス、ジャニス・ペイジ, クレイグ・スティーヴンズ、リサ・カーク、フレッド・グイン, マイケル・ベネット、バーヨーク・リーがいる。当初の演出はノーマン・ジュイソンだったが、リハーサル中に、プロデューサーであったオストロウに交代した。
MTI Shows によると、このミュージカルは『It's Beginning to Look a Lot Like Christmas』とタイトルを変更されている。『It's Beginning to Look a Lot Like Christmas』という歌は1951年にメレディス・ウィルソンが作曲したものであり、このミュージカルで使用されている（ただし、オリジナルのブロードウェイ上演リストには含まれていない）。

## あらすじ
スーザン・ウォーカーとその母ドリスは、1960年代のニューヨークで、2人っきりで暮らしている。ドリスはメイシーズの重役であり、このミュージカルのはじめでは、メイシーズの感謝祭パレードの準備に追われている。スーザンはフレッド・ゲイリーという名前の元海軍兵に会う。フレッドは、スーザンが人生を「現実主義的」に見ている様子を知り、それを変えさせようとメイシーズにいるサンタクロースに会わせるためスーザンを連れていく。クリス（サンタ）はスーザンの心をつかみ、一方ではフレッドとドリスの間に愛がはぐくまれていく。第2幕では、クリスがニューヨーク最高裁判所に呼びだされる。フレッドはクリスが正気であると弁護する。最後にフレッドは郵便局を引き合いに出して、裁判所（そして世界）に対してサンタクロースの存在を証明する。クリス・クリングルこそがサンタクロースだと。

## オリジナル・ブロードウェイ版

### キャスト
- スーザン・ウォーカー：ヴァレリー・リー
- ドリス・ウォーカー：ジャニス・ペイジ
- クリス・クリングル：ローレンス・ネイスミス
- フレッド・ゲイリー：クレイグ・ステヴァンズ
- シェルハマー氏：フレッド・グイン
- メイシー氏：ポール・リード

### ソング・リスト
第1幕
- The Big Clown Balloons - パレード参加者
- Arm in Arm - ドリス・ウォーカーとスーザン・ウォーカー
- You Don't Know - ドリス・ウォーカー
- The Plastic Alligator - マーヴィン・シェルハマーと店員
- The Bugle - クリス・クリングル氏とヘンリカ
- Here's Love - クリス・クリングル氏、フレッド・ゲイリー、お客様、店員、従業員、子供たち
- My Wish - フレッド・ゲイリーとスーザン・ウォーカー
- Pinecones and Holly Berries - クリス・クリングル氏、ドリス・ウォーカー、マーヴィン・シェルハマー
- Look, Little Girl - フレッド・ゲイリー
- Look, Little Girl（リプライズ） - ドリス・ウォーカー
- Expect Things to Happen - クリス・クリングル氏

第2幕
- Pinecones and Holly Berries（リプライズ） - クリス・クリングル氏とスーザン・ウォーカー
- She Hadda Go Back - フレッド・ゲイリーと海兵隊
- That Man Over There - R. H. メイシー
- My State - ドリス・ウォーカー、R. H. メイシー、マーヴィン・シェルハマー、タマニー・オハローラン、マーティン・グループ判事
- Nothing in Common - ドリス・ウォーカー
- That Man Over There（リプライズ） - 裁判官たちと傍聴人

## 1998年日本初演版
1998年11月から12月にかけて、吉川徹の演出によりシアターアプル、中日劇場ほかで上演された。

### スタッフ
- 演出：吉川徹
- 振付：前田清実
- 美術：島川とおる

### キャスト
- スーザン・ウォーカー：（ダブルキャスト）石神瑠鈴、佐藤悠
- ドリス・ウォーカー：土居裕子
- クリス・クリングル：細川俊之
- フレッド・ゲイリー：草刈正雄
- マービン・シェルハマー：武岡淳一
- メイシー社長：園岡新太郎
- マーチン・グループ判事：佐藤輝
- ミスター・ソーヤー：中村方隆
- トミー：（ダブルキャスト）伊藤雅城、金澤匠
- オランダ人の少女：（ダブルキャスト）遠藤舞、小宮美穂
- 他の出演者：河南庄助、岩渕憲昭、一倉千夏、内藤聖夜、藤浦功一、照井悠也、初音ひかり、花井利佳子、松下美穂

## 1999年版
1999年12月に、1998年日本初演とほぼ同じキャストで、前年と同じシアターアプルなどで再演された。

### スタッフ
- 訳詞：岩谷時子
- 翻訳監修：吉田美枝
- 翻訳：大塚みゆき
- 演出：吉川徹
- 振付：前田清実
- 美術：島川とおる
- 衣装：宇野善子
- 照明：阿部典夫
- 音響：小幡亨
- プロデューサー：太田千尋
- クリエイティブプロデューサー：中澤希六
- ゼネラルプロデューサー：南部靖之
- 主催：パソナ
- 制作：アプル
- 企画・製作：ア・テンポ

### キャスト
- スーザン・ウォーカー：（ダブルキャスト）石神瑠鈴、佐藤悠
- ドリス・ウォーカー：土居裕子
- クリス・クリングル：細川俊之
- フレッド・ゲイリー：加納竜
- マービン・シェルハマー：武岡淳一
- メイシー社長：佐山陽規
- マーチン・グループ判事：佐藤輝
- ミスター・ソーヤー：中村方隆
- トミー：（ダブルキャスト）伊藤雅城、金澤匠
- オランダ人の少女：（ダブルキャスト）遠藤舞、小宮美穂
- 他の出演者：川北良介、岩渕憲昭、一倉千夏、内藤聖夜、藤浦功一、照井悠也、初音ひかり、花井利佳子、松下美穂

## 2004年版
2004年11月から12月にかけて、1998年日本初演と同じ吉川徹の演出により、キャストを一新して上演された。

### キャスト
- スーザン・ウォーカー：（ダブルキャスト）鈴木愛理、村上愛
- ドリス・ウォーカー：愛華みれ
- クリス・クリングル：宝田明
- フレッド・ゲイリー：別所哲也
- マービン・シェルハマー：桂憲一
- R.H.メイシー：林アキラ
- マーチン・グループ判事：市川勇
- ミスター・ソーヤー：藤浦功一
- トミー・マーラ：（ダブルキャスト）坂本優太、千葉一磨
- ヘンリカ：（ダブルキャスト）萩原舞、岡井千聖
- タマニー・オハロラン：海津義孝
- トーマス・マーラ地方検事：新井武宣
- クルックシャンク：佐藤夕美子
- ジュディ：園山晴子
- マリー：作間草

### バンドメンバー
- キーボード：金子浩介、飯田緑子
- マルチリード：槐太郎
- ドラム・パーカッション：野呂尚史

### スタッフ
- 翻訳・訳詞：常田景子
- 演出・訳詞：吉川徹
- 音楽監督：八幡茂
- 振付：青木美保
- 美術：松井るみ
- 照明：高見和義
- 音響：山本浩一
- 衣装：宇野善子
- ヘアメイク：川端富生
- 歌唱指導：林アキラ
- 演出助手：伊藤和美
- 舞台監督：北條孝

## 2005年版
2005年11月から12月にかけて上演された。ドリス、クリングル、フレッドなど大人の主要キャストや、バンド、スタッフの多くが2004年版と同じメンバーである。一方、子役キャストは全員交代した。

### キャスト
- スーザン・ウォーカー：（ダブルキャスト）橋本愛奈、ストューカス・ロビン
- ドリス・ウォーカー：愛華みれ
- クリス・クリングル：宝田明
- フレッド・ゲイリー：別所哲也
- マービン・シェルハマー：六角慎司
- R.H.メイシー：佐山陽規
- マーチン・グループ判事：市川勇
- ミスター・ソーヤー：藤森徹
- トミー・マーラ：（ダブルキャスト）横田剛基、坂本隆宏
- ヘンリカ：（ダブルキャスト）小川紗季、福田花音
- タマニー・オハロラン：海津義孝
- トーマス・マーラ地方検事：春海四方
- クルックシャンク：佐藤夕美子
- ジュディ：一倉千夏
- マリー：作間草

### バンドメンバー
バンドメンバーは2004年版と同じ。

### スタッフ
- 翻訳・訳詞：常田景子
- 演出・訳詞：吉川徹
- 音楽監督：八幡茂
- 振付：青木美保
- 美術：松井るみ
- 照明：高見和義
- 音響：山本浩一
- 衣装：宇野善子
- ヘアメイク：川端富生
- 声楽監督：矢部玲司
- 演出助手：小川美也子
- 舞台監督：北條孝